# Roma città libera
Roma città libera és una pel·lícula italiana del 1946 dirigida per Marcello Pagliero, també coneguda pel títol alternatiu Roma città libera (La notte porta consiglio).

## Argument
Roma, 1945. En el teló de fons d'una ciutat alliberada del nazifeixisme fa poc més d'un any, els drames personals d'un jove -reduït a la desesperació per la seva xicota- i d'una noia encara menor que intenta prostituir-se perquè la seva honesta i cansada feina com a mecanògrafa no li permet recaptar tots els diners necessaris per pagar el lloguer de l'habitació moblada on viu.
El jove, a punt d'acabar amb la seva vida, és salvat per un lladre que va irrompre al seu edifici, i amb ell, sortint de casa, es troba amb la noia al carrer, fugint d'una batuda policial. Els tres passen la nit junts bevent i jugant als clubs nocturns, amb la companyia d'un senyor distingit que ha perdut la memòria i d'altres personatges amb un present incert, mentre s'està investigant el robatori d'un preuat collaret que alterna entre les mans dels protagonistes inconscients.

## Repartiment
- Valentina Cortese: la noia
- Andrea Checchi: el jove
- Nando Bruno: el lladre
- Marisa Merlini: Mara
- Vittorio De Sica: el senyor distingit
- Gar Moore: l'americà
- Ave Ninchi: la casa d'hostes
- Manlio Busoni: el falsificador
- Fedele Gentile: la tanca
- Ennio Flaiano: el policia
- Francesco Grandjacquet: el propietari del joc d'atzar
- Camillo Mastrocinque: el senyor amb el cotxe

## Taquilla
La pel·lícula va recaptar un total de 12.600.000 lires.

## Crítica
Il Morandini comenta: «És una de les pel·lícules italianes més excèntriques i "maleïdes" de la postguerra, fruit d'una estranya contaminació entre el neorealisme i influències de la cultura francesa. Malgrat les signatures de molts guionistes, inclòs Zavattini, és un fruit típic del geni original i poc ortodox d'Ennio Flaiano».

## Reconeixements
- 1948 - Nastro d'argento
  - Millor argument original (Ennio Flaiano)